# Голицынский сельсовет (Пензенская область)
Голицынский сельсовет — муниципальное образование со статусом сельского поселения в Нижнеломовском районе Пензенской области Российской Федерации.
Административный центр — село Голицыно.

## История
Статус и границы сельского поселения установлены Законом Пензенской области от 2 ноября 2004 года № 690-ЗПО «О границах муниципальных образований Пензенской области».
22 декабря 2010 года в соответствии с Законом Пензенской области № 1992-ЗПО в состав сельсовета включены территории упраздненных Аршиновского и Ивинского сельсоветов.

## Население
| 2002  | 2010  | 2012  | 2013  | 2014  | 2015  | 2016  |
| ----- | ----- | ----- | ----- | ----- | ----- | ----- |
| 1676  | ↘1374 | ↗2198 | ↘2132 | ↘2092 | ↘2026 | ↘2011 |
| 2017  | 2018  | 2021  |       |       |       |       |
| ↘1964 | ↘1920 | ↘1565 |       |       |       |       |

## Состав сельского поселения
| №  | Населённый пункт    | Тип населённого пункта       | Население |
| -- | ------------------- | ---------------------------- | --------- |
| 1  | Александровка       | деревня                      | 67        |
| 2  | Аршиновка           | село                         | ↘301      |
| 3  | Голицыно            | село, административный центр | ↘976      |
| 4  | Гороховщино         | село                         | ↘52       |
| 5  | Дубки               | посёлок                      | 50        |
| 6  | Ива                 | село                         | ↘338      |
| 7  | Кера                | село                         | ↘333      |
| 8  | Кобяки              | село                         | ↘17       |
| 9  | Красная Керка       | деревня                      | 5         |
| 10 | Новая Александровка | деревня                      | 0         |
| 11 | Пиксев              | посёлок                      | 4         |
| 12 | Подгорный           | посёлок                      | 11        |
| 13 | Ражки               | деревня                      | 41        |
| 14 | Светлореченька      | посёлок                      | 67        |
| 15 | Средний             | посёлок                      | 14        |